# Pernelle
Pernelle bzw. Peronelle ist ein französischer weiblicher Vorname, der vor allem im späten Mittelalter bis ins 17. Jahrhundert verwendet wurde; andere Varianten und Schreibarten lauten u. a. Péronelle, Perronelle und Perrenelle, in südlicheren Gegenden auch Peyronella. Es handelt sich eigentlich um die Koseform von Péronne, Peronne bzw. Perronne.
Ursprünglich ist der Name vom lateinischen Petronilla (bzw. Petronia) abgeleitet; die italienische Variante lautet Petronella. In Skandinavien sind bis heute die Namensvarianten Pernille und Pernilla sehr verbreitet.

## Häufigkeit
Laut Untersuchungen von Sara L. Uckelman war der Name im Mittelalter ziemlich beliebt. Im Paris des Jahres 1297 kam er in den Schreibarten Perronele, Perronnele und Perronnelle insgesamt 92-mal vor und gehörte damit zu den beliebtesten weiblichen Vornamen. Im Périgord im Zeitraum 1339–1367 waren die dialektalen Namensvarianten Peyrona und Peyronella der dritthäufigste Name von insgesamt 36 weiblichen Vornamen.

## Bekannte Namensträgerinnen
- Péronelle de Chambon (1165–1224), Frau von Guy II. d’Auvergne (Guion II d’Auvernha; 1165–1222)
- Péronnelle de Thouars (um 1330–1397)
- Pernelle Flamel (auch Perenelle; 1320(?)–1397), Frau des Alchimisten Nicolas Flamel
- Pernelle Carron (* 1986), Eistänzerin